# Jarrod Smith
Jarrod Brian Stockley Smith (Havelock North, 1984. június 20.) új-zélandi válogatott labdarúgó, aki a Forrest Hill Milford játékosa.

## Pályafutása
Pályafutása során megfordult a Toronto FC, a Seattle Sounders csapatainál is. Három periódusban megfordult a Hawke's Bay United csapatánál.
Az új-zélandi labdarúgó-válogatott tagjaként részt vett a 2008-as OFC-nemzetek kupáján és a 2009-es konföderációs kupán.

## Sikerei, díjai

### Klub
- Team Wellington
  - Charity Cup: 2014

### Válogatott
- Új-Zéland
  - OFC-nemzetek kupája: 2008